# Jamal Murray
Jamal Murray (Kitchener, 23 febbraio 1997) è un cestista canadese, giocatore nella NBA con i Denver Nuggets.

## Biografia
Jamal Murray nacque a Kitchener, nell'Ontario, è figlio di Sylvia e Roger Murray, quest'ultimo di origine giamaicana ed emigrato in Canada all'età di nove anni.

## NBA

### Denver Nuggets (2016-)
Si rese eleggibile per il Draft NBA 2016, che si svolse al Barclays Center di Brooklyn il 23 giugno, durante il quale venne scelto con la settima scelta assoluta dai Denver Nuggets. Il 1º febbraio 2017 segnò 14 punti nella gara persa in trasferta per 120-116 contro i Los Angeles Lakers. Il 4 febbraio 2017 nella gara vinta 121-117 in casa contro i Milwaukee Bucks segnò 18 punti.
Le sue ottime prestazioni fecero sì che andasse al Rising Stars Challenge; in quanto canadese, giocò nel Team World e mise a referto una doppia-doppia con 36 punti e 11 assist (game-high in entrambi i casi) e questo gli valse il premio di MVP della partita.
Nella partita dell'8 aprile vinta per 122-106 contro i New Orleans Pelicans, Jamal segnò 30 punti.
Nell'ultima partita della stagione, vinta per 111-105 in casa contro gli Oklahoma City Thunder, Murray segnò 27 punti.
Nel complesso la stagione di Murray fu ottima, nonostante la concorrenza nel suo ruolo di Gary Harris (miglior difensore dei Nuggets) e Will Barton, e giocò tutte le 82 partite della squadra, risultando essere in assoluto il giocare più utilizzato della squadra (nonostante avesse giocato solo 10 partite nel quintetto base).
Il 23 gennaio 2018 nella vittoria per 104-101 contro i Portland Trail Blazers in trasferta segnò 38 punti (all'epoca career-high).
Il 1º febbraio 2018 segnò 33 punti nella gara vinta in casa all'ultimo secondo (grazie a un tiro da 3 di Gary Harris) contro gli Oklahoma City Thunder per 127-124.
Il 5 novembre 2018 Murray segnò 48 punti, massimo in carriera, nella vittoria contro Boston per 115 a 107.
Nel primo turno dei playoff 2020 contro gli Utah Jazz aggiorna il suo career high salendo a 50 punti in occasione di gara-4, avvicinandosi in gara-5 (42 punti) e eguagliandosi in gara-6 con altri 50 punti. Passa alle semifinali dopo che la sua squadra si è ritrovata in svantaggio per 3-1 risultando determinante ai fini della rimonta. Al momento è l'unico giocatore in attività (soltanto in otto nella storia della pallacanestro) ad avere più di una gara con 50+ punti nei playoff insieme a Donovan Mitchell che ha stabilito lo stesso record durante quella serie stessa.
Il 20 febbraio 2021 realizza 50 punti senza tirare nemmeno un tiro libero (1° nella storia in NBA); inoltre, con il suo 21/25 dal campo (84%), diventa il secondo per percentuale dal campo in una gara da 50 punti, secondo solo a Wilt Chamberlain (53 punti vs Seattle Supersonics con 20/23 dal campo, in una partita giocata il 20 dicembre 1967).
Nella stagione 2022-2023 vince il suo primo titolo NBA con i Denver Nuggets (primo titolo nella storia della squadra), battendo i Miami Heat 4-1.

## Statistiche
| † | Denota una stagione in cui ha vinto il titolo |

### NCAA
| Anno      | Squadra           | PG | PT | MP   | TC%  | 3P%  | TL%  | RP  | AP  | PRP | SP  | PP   |
| --------- | ----------------- | -- | -- | ---- | ---- | ---- | ---- | --- | --- | --- | --- | ---- |
| 2015-2016 | Kentucky Wildcats | 36 | 36 | 35,2 | 45,4 | 40,8 | 78,3 | 5,2 | 2,2 | 1,0 | 0,3 | 20,0 |
| Carriera  | Carriera          | 36 | 36 | 35,2 | 45,4 | 40,8 | 78,3 | 5,2 | 2,2 | 1,0 | 0,3 | 20,0 |

#### Massimi in carriera
- Massimo di punti: 35 vs Florida (6 febbraio 2016)[15]
- Massimo di rimbalzi: 9 (3 volte)
- Massimo di assist: 8 vs Albany (13 novembre 2015)
- Massimo di palle rubate: 4 vs Duke (17 novembre 2015)
- Massimo di stoppate: 2 (2 volte)
- Massimo di minuti giocati: 44 vs Texas A&M (13 marzo 2016)

### NBA

#### Regular Season
| Anno       | Squadra        | PG  | PT  | MP   | TC%  | 3P%  | TL%  | RP  | AP  | PRP | SP  | PP   |
| ---------- | -------------- | --- | --- | ---- | ---- | ---- | ---- | --- | --- | --- | --- | ---- |
| 2016-2017  | Denver Nuggets | 82  | 10  | 21,5 | 40,5 | 33,4 | 88,3 | 2,6 | 2,1 | 0,6 | 0,3 | 9,9  |
| 2017-2018  | Denver Nuggets | 81  | 80  | 31,7 | 45,1 | 37,8 | 90,5 | 3,7 | 3,4 | 1,0 | 0,3 | 16,7 |
| 2018-2019  | Denver Nuggets | 75  | 74  | 32,6 | 43,7 | 36,7 | 84,8 | 4,2 | 4,8 | 0,9 | 0,4 | 18,2 |
| 2019-2020  | Denver Nuggets | 59  | 59  | 32,3 | 45,6 | 34,6 | 88,1 | 4,0 | 4,8 | 1,1 | 0,3 | 18,5 |
| 2020-2021  | Denver Nuggets | 48  | 48  | 35,5 | 47,7 | 40,8 | 86,9 | 4,0 | 4,8 | 1,3 | 0,3 | 21,2 |
| 2022-2023† | Denver Nuggets | 65  | 65  | 32,8 | 45,4 | 39,8 | 83,3 | 4,0 | 6,2 | 1,0 | 0,2 | 20,0 |
| 2023-2024  | Denver Nuggets | 59  | 59  | 31,5 | 48,1 | 42,5 | 85,3 | 4,1 | 6,5 | 1,0 | 0,7 | 21,2 |
| 2024-2025  | Denver Nuggets | 67  | 67  | 36,1 | 47,4 | 39,3 | 88,6 | 3,9 | 6,0 | 1,4 | 0,5 | 21,4 |
| Carriera   | Carriera       | 536 | 462 | 31,3 | 45,5 | 38,1 | 87,0 | 3,8 | 4,7 | 1,0 | 0,4 | 18,0 |

#### Play-off
| Anno     | Squadra        | PG | PT | MP   | TC%  | 3P%  | TL%  | RP  | AP  | PRP | SP  | PP   |
| -------- | -------------- | -- | -- | ---- | ---- | ---- | ---- | --- | --- | --- | --- | ---- |
| 2019     | Denver Nuggets | 14 | 14 | 36,3 | 42,5 | 33,7 | 90,3 | 4,4 | 4,7 | 1,0 | 0,1 | 21,3 |
| 2020     | Denver Nuggets | 19 | 19 | 39,6 | 50,5 | 45,3 | 89,7 | 4,8 | 6,6 | 0,9 | 0,3 | 26,5 |
| 2023†    | Denver Nuggets | 20 | 20 | 40,0 | 47,3 | 39,6 | 92,6 | 5,7 | 7,1 | 1,5 | 0,3 | 26,1 |
| 2024     | Denver Nuggets | 12 | 12 | 38,5 | 40,2 | 31,5 | 92,3 | 4,3 | 5,6 | 0,8 | 0,5 | 20,6 |
| 2025     | Denver Nuggets | 14 | 14 | 41,3 | 44,4 | 35,4 | 87,5 | 4,9 | 5,2 | 1,2 | 0,8 | 21,8 |
| Carriera | Carriera       | 79 | 79 | 38,8 | 45,9 | 38,9 | 91,1 | 4,9 | 6,2 | 1,1 | 0,3 | 24,2 |

#### Massimi in carriera
- Massimo di punti: 55 vs Portland Trail Blazers (12 febbraio 2025)[16]
- Massimo di rimbalzi: 12 (2 volte)
- Massimo di assist: 15 vs Dallas Mavericks (18 dicembre 2018)
- Massimo di palle rubate: 6 vs Houston Rockets (20 novembre 2019)
- Massimo di stoppate: 4 vs Utah Jazz (9 aprile 2024)
- Massimo di minuti giocati: 55 vs Portland Trail Blazers (3 maggio 2019)

## Palmarès
- MVP NBA Rising Stars Challenge (2017)
- NBA All-Rookie Second Team (2017)

### NBA
- Campionato NBA: 1

Denver Nuggets: 2023